# Floyd Rose

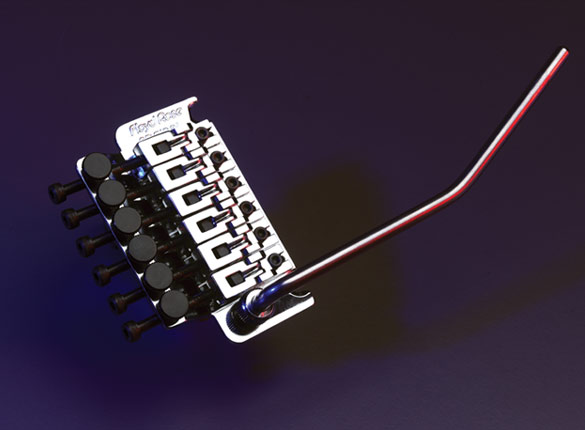
Floyd Rose Original

Das Floyd Rose ist ein Vibratosystem, umgangssprachlich oft auch Tremolo genannt, für E-Gitarren. Beliebt ist es vorwiegend in der Heavy-Metal-Szene, da es extreme Bendings und Klangeffekte unterstützt und dabei besonders stabil gegen Verstimmungen bleibt. Die Stimmstabilität und der weite Aktionsbereich unterscheiden dieses Vibratosystem von anderen Varianten wie zum Beispiel dem Bigsby-Vibrato.
Das Floyd-Rose-Vibratosystem wird eher bei moderneren Gitarrenmodellen verwendet wie zum Beispiel von den Herstellern Dean, Jackson, ESP und vor allem Ibanez, die auch in den typischen Musikrichtungen vorwiegend verwendet werden. Seltener kommt es auf traditionelleren Modellen wie zum Beispiel von Fender oder Gibson zum Einsatz.
Erfunden wurde das Floyd Rose gegen Ende der 1970er-Jahre von Floyd D. Rose. Dieser war zu der Zeit als Gitarrentechniker für den Jimi Hendrix Interpreten Randy Hansen tätig, welcher sich für die extremen Dive-Bombs ein stimmstabileres Vibrato-System gewünscht hatte. Die erste für Hansen gebaute Version hatte noch keine Fine-Tuner, die erst in einer folgenden Revision hinzugekommen waren, um den Stimmprozess zu vereinfachen.
Für den intensiven Gebrauch des Floyd-Rose-Vibratos sind insbesondere die Gitarristen Steve Vai, Joe Satriani, Eddie van Halen und Richie Sambora bekannt, als weitere prominente Nutzer sind beispielsweise Kirk Hammett und Dimebag Darrell zu nennen. Mark Knopfler hatte auf seiner früheren Custom-Gitarre von Pensa-Suhr ebenfalls ein Floyd-Rose-System vom Typ II der Marke Schaller verbaut, welches er zwar niemals einsetzte, sondern diesem allein aus Gründen der hervorragenden Stimmstabilität im Live-Einsatz gegenüber anderen Gitarrenbrücken den Vorzug einräumte.

## Aufbau

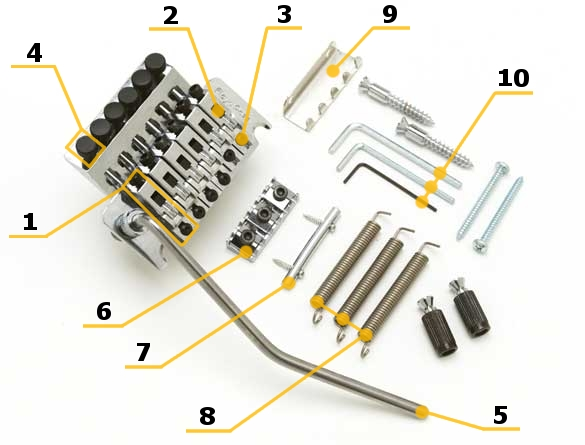
Floyd Rose Pro: zerlegt, Teile nummeriert

Das ursprüngliche Tremolo von Floyd Rose besteht aus folgenden Teilen:
1. Steg – Auflagepunkt der Saite.
2. Saitenhalter – Kleiner Metallblock, der die Saite im Steg festklemmt.
3. Stegschraube – Mit der Stegschraube wird die Intonation der Saite eingestellt. Wird die Schraube gelockert, kann der Steg einige Millimeter vor und zurück bewegt werden. Zur Justierung wird ein Inbusschlüssel benötigt.
4. Feinstimmer – Schraube, um die jeweilige Saite extra fein abzustimmen.
5. Vibratohebel – Mit dem Vibratohebel wird das Vibrato während des Gitarrenspiels erzeugt und die Tonhöhenschwankungen hervorgerufen.
6. Klemmsattel – Der Sattel wird am Kopf der Gitarre vor den Mechaniken eingesetzt, um die Saiten festzusetzen. Je nach Modell benötigt man einen Inbusschlüssel oder einen Schraubendreher, um die Saiten am Sattel festzuklemmen.
7. Saitenniederhalter – Ein Metallstab, der auf der Kopfplatte installiert wird, um die Saiten in einem bestimmten Winkel zum Klemmsattel zu führen. Dieser Stab wird jedoch nur bei Gitarren benötigt, bei denen die Kopfplatte nicht nach hinten abgeneigt ist. Zu beachten ist, dass bei falschem Anbringen der Zugang zum Halsspannstab „verbaut“ werden kann, wodurch auch das Anbringen der Halsspannstab-Abdeckplatte erschwert wird.
8. Federn – Die Schraubenzugfedern befinden sich im Korpus der Gitarre und bewirken einen Gegenzug zu den Saiten. Durch diesen Gegenzug wird das Vibrato in der Grundstellung gehalten. Je nach verwendeten Saiten können bis zu fünf Federn von verschiedener Zugkraft zum Ausgleich des Saitenzuges eingesetzt werden. Meist sind jedoch nur 4 Federn in einem Tremolo Set enthalten.
9. Federkralle – die Federn sind an der Federkralle aufgehängt. Die Federkralle kann mit Hilfe zweier Schrauben so eingestellt werden, dass das Tremolo bei Nichtgebrauch in der schwebenden Grundstellung verbleibt.
10. Inbusschlüssel – Das Floyd Rose Tremolo benötigt meist drei verschiedene Inbusschlüssel für Saitenwechsel und Einstellung.

## Funktionsweise

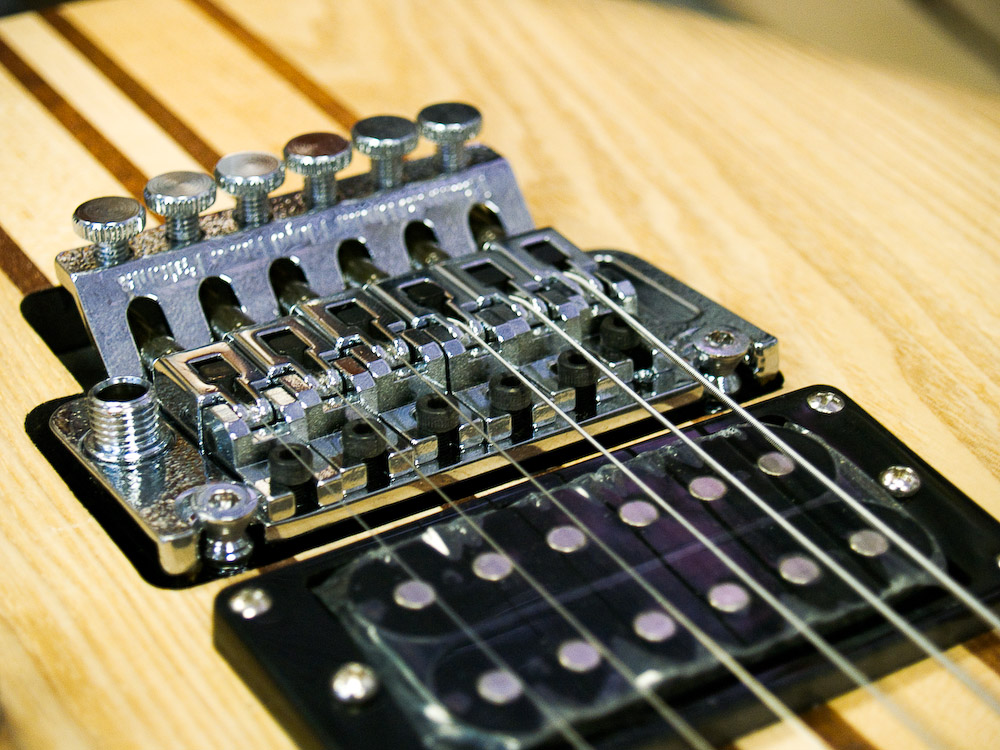
Auf einer E-Gitarre montierter "Floyd-Rose II" Nachbau.

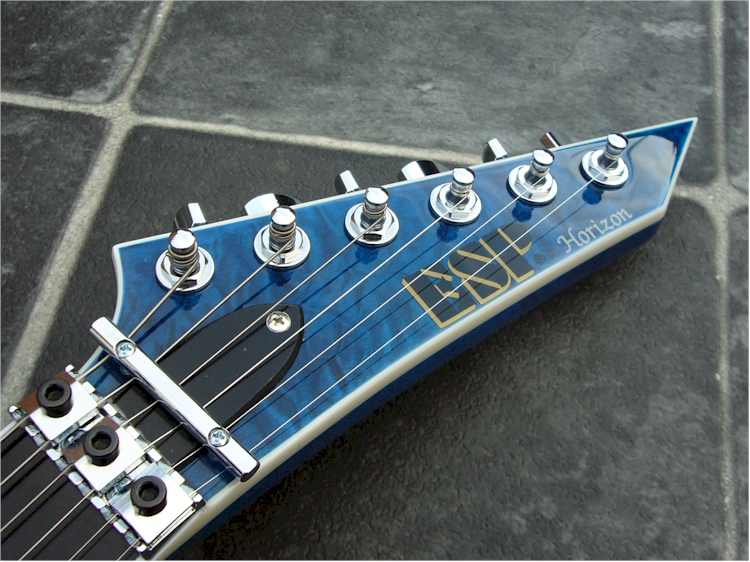
Klemmsattel und Saitenniederhalter (links unten im Bild) auf der Kopfplatte einer E-Gitarre

Durch Drücken des Hebels kann die Saitenspannung und damit deren Stimmung gesenkt werden. Bei sogenannten dive bombs, der extremen Variante, bei der die Saiten weitgehend erschlaffen, kann die Stimmung über mehrere Oktaven gesenkt werden. Durch Ziehen des Hebels kann, je nach Ausrichtung, die Stimmung um mehrere Ganztöne angehoben werden. Beim Loslassen des Hebels bringen Stahlfedern den Steg wieder in die Ausgangsposition zurück.
Stimmstabilität wird zum einen dadurch erreicht, dass die Saiten am Sattel festgeklemmt werden, wodurch einem Schlupf an den Stimmmechaniken entgegengewirkt wird. Im Gegensatz zu anderen Systemen vereinigt der Floyd-Rose-Klemmsattel den traditionellen Sattel und die Klemmvorrichtung in einem Bauteil.
Des Weiteren werden die Saiten ohne Kugel (engl. ball end) in den Steg geklemmt. Die Kugel ist inzwischen meist ein kleiner Zylinder aus Messing bzw. eine Kugel mit einem Loch, um das ein Ende der Saite geschlungen und mit sich selbst verdrillt wird. Um die Saite zu befestigen, wird bei den meisten Gitarrenstegen ebendiese Kugel in eine Öse gehängt. Unter wechselnder Zugbelastung der Saite neigt die Verdrillung dazu zu verrutschen (Schlupf), was eine Verstimmung der Saite zur Folge hat. Das direkte Einklemmen der Saite eliminiert diese weitere Quelle für Verstimmung.
Manche Vibratosysteme haben die unangenehme Eigenschaft, Saiten schnell zu verschleißen. Saiten reißen häufig am Intonationspunkt, das heißt an dem Punkt auf dem die Saite am Steg aufliegt. Entscheidend für die Lebensdauer der Saite am Intonationspunkt ist der Abstand zwischen der Befestigungs- beziehungsweise Klemmvorrichtung und dem Intonationspunkt des Saitenreiters am Steg. Je kleiner dieser Abstand ist, desto weniger weit wird die Saite über den Intonationspunkt bewegt, wenn sich die Saitenspannung und Länge bei Benutzung des Vibratosystems ändern. Diese Bewegung ist mit Reibung verbunden, die die Saite regelrecht durchscheuert und schließlich reißen lässt. Beim Floyd Rose beträgt dieser Abstand nicht einmal einen Zentimeter.
Ein weiterer Vorteil des Einklemmens der Saiten am Steg ist die Möglichkeit, eine gerissene Saite notfalls weiterverwenden zu können, wenn gerade keine neue Saite zur Hand ist und das Reststück noch genügend Länge hat. Eine Möglichkeit, dem Reißen der Saite vorzubeugen ist, die empfindlichen h- und e-Saiten regelmäßig etwas zu kürzen und neu einzuklemmen, bevor diese sich durchscheuern.

## Nachteile
Etwas schwieriger ist bei diesem System das Stimmen der Gitarre, da das Stimmen einer Saite auch Auswirkungen auf die Stimmung der übrigen Saiten hat. Stimmt man eine Saite höher, senkt sich die Stimmung der anderen Saiten ab. Stimmt man diese Saiten dann nach oben, senkt sich die Stimmung der ersten Saite. Man sollte die höher zu stimmende Saite daher gleich etwas zu hoch stimmen.
Dieses Prinzip führt außerdem dazu, dass unison bends, dynamische Zweiklänge, bei denen eine Saite gezogen wird, bis sie exakt die gleiche Tonhöhe hat wie die zweite Saite, nicht mehr sauber ausgeführt werden können, da sich die Frequenz des eigentlich statischen Zieltones beim Bending absenkt. Da das Bending die Kraft des Saitenzugs erhöht, bewegt sich der Vibratosteg wie bei einem Druck auf den Hebel aus dem Korpus heraus, was eine Absenkung der Saitenspannungen und damit der Tonhöhen aller Saiten bewirkt. Theoretisch ist nach diesem Prinzip auch ein Fingerbending bei gleichbleibender Tonhöhe möglich. (Zur Vermeidung dieses Nachgebens der Federn bei Floyd Rose und anderen Vibratosystemen bedient man sich einer zwischen den Federn eingebauten sogenannten Backbox).
Auch das Ablegen der Anschlagshand auf dem Steg kann zu Verstimmungen führen und kann ungeübten Spielern Probleme bereiten. Die Sensibilität des Systems hängt auch davon ab, ob das System „schwebend“ eingestellt ist, das heißt, ob Bendings in beide Richtungen möglich sind, weiterhin von der Saitenstärke und der Anzahl der verwendeten Zugfedern. Bei relativ dünnen Saiten (009er-Sätze) und wenigen Zugfedern reagiert das System sehr sensibel, expressiv und geschmeidig, verlangt aber auch Fingerspitzengefühl, um das Reißen der Saiten zu vermeiden.
Des Weiteren besteht ohne Einsatz der vorgenannten Backbox oder eines sog. Tremstoppers mit im Wesentlichen ähnlicher Funktionsweise der Kontakt zwischen Steg und Korpus der Gitarre nur noch an den Messerkanten sowie den rückseitigen Zugfedern, wodurch je nach Qualität des verwendeten Systems Sustain und Tonentwicklung Einbußen erleiden können. Auch eine korrekte und fachkundige Installation bzw. Wartung im laufenden Betrieb der Gitarre spielt hierbei eine entscheidende Rolle. Dies ist ein weiterer Grund für das vielfach kolportierte Klischee, dass dieses System vorwiegend zusammen mit leistungsstarken Tonabnehmern und massiver Verzerrung beziehungsweise Effekten im Allgemeinen verwendet wird.
Der eigentliche Grund hierfür ist jedoch vielmehr darin zu suchen, dass vor allem im Hard Rock bzw. Metal mit den durch das Floyd-Rose-System ermöglichten extremen Vibtratoeffekten gearbeitet wird und weniger in traditionelleren Musikstilen, in denen üblicherweise eine geringere Verzerrung zum Einsatz kommt.
All dies gilt allerdings ebenso für die meisten anderen Vibratosysteme.
Ebenso ist der Saitenwechsel, verglichen mit anderen Vibratosystemen, recht kompliziert.

## Verschiedenes
Wegen der Schwierigkeiten beim Einstellen und Stimmen hat sich bei deutschsprachigen Gitarrentechnikern und bei einigen Gitarristen die ironische Bezeichnung „Freudlos“ etabliert.